# Гуарек
Гуарек (фр. Gouarec) је насељено место у Француској у региону Бретања, у департману Приморје.
По подацима из 2011. године у општини је живело 922 становника, а густина насељености је износила 143,84 становника/km².

## Демографија
| 1962. | 1968. | 1975. | 1982. | 1990. | 2011. |
| ----- | ----- | ----- | ----- | ----- | ----- |
| 721   | 771   | 819   | 1.012 | 1.026 | 922   |